# Percy Schmeiser
Percy Schmeiser (Bruno, 5 gennaio 1931 – 13 ottobre 2020) è stato un agricoltore canadese.
La sua battaglia per rivendicare la proprietà dei semi prodotti dalla coltivazione delle sue terre ha ispirato il film del 2020 Il processo Percy interpretato da Christopher Walken e diretto da Clark Johnson.

## Biografia
Nato da Charles and Elsie Schmeiser, agricoltori, Percy Schmeiser si diplomò al Radio College of Canada. Fu sindaco di Bruno, la cittadina in Canada dove era nato, dal 1963 al 1982 e membro del governo provinciale e territoriale dal 1967 al 1971.
Insieme alla moglie Louise fu protagonista di una battaglia legale contro la multinazionale Monsanto perché accusato di avere impiegato per le sue coltivazioni di colza i semi brevettati dall'azienda, vale a dire un tipo di seme geneticamente modificato in grado di produrre una pianta resistente all'erbicida contenente glifosato con cui vengono irrorate le coltivazioni allo scopo di avere un raccolto più abbondante.
Schmeiser, che usava il metodo della riproduzione delle sementi per reimpiantare il raccolto dell'anno successivo, fu infatti denunciato dalla Monsanto perché nel suo raccolto del 1998 erano stati trovati semi il cui brevetto era di proprietà della multinazionale: dopo il processo al tribunale di prima istanza nel 2000, e quello successivo a una corte federale del 2002, conclusi a favore della Monsanto, Schmeiser ricorse alla corte suprema del Canada.
Durante i processi, l'agricoltore affermò che aveva trovato le piante da cui aveva estratto i semi dopo avere irrorato il terreno con erbicida vicino a fossi e pali, come di prammatica, e accorgendosi che avevano resistito all'erbicida le aveva giudicate più resistenti e ne aveva reimpiantato i semi. Nel 2004 la corte suprema sentenziò che - pur riconoscendo le ragioni della Monsanto e giudicando Schmeiser colpevole di infrazione del brevetto e sfruttamento dei semi brevettati - si accoglieva parzialmente il ricorso, poiché, non avendo avuto profitti maggiori che negli anni precedenti dai semi geneticamente modificati, Percy Schmeiser non doveva pagare nulla alla multinazionale: ogni parte doveva pagare la sua quota di spese legali e processuali; fu tuttavia condannato a consegnare tutti i semi del suo raccolto alla Monsanto.

## Nella cultura popolare
Cinema
- Killing seeds: gene giants mandate new serf age regia di Kai Krüger e Bertram Verhaag, Bristol, Sky Vision, 2001[9]
- Percy Schmeiser, David versus Monsanto, Bertram Verhaag, Verena Schönauer, DENKmal-Film, München, 2009[10]
- Il processo Percy, regia di Clark Johnson, 2020

## Onorificenze
Percy Schmeiser è stato insignito dei premio Mahatma Gandhi nel 2000 e del premio Hall of Fame della Canadian Health Food Association nel 2014.